# Тополшица
Тополшица (словен. Topolšica) је насељено место у општини Шоштањ, Савињска регија, Словенија. Налази се 3 км северозападно од Шоштања у Велењској котлини.

## Историја
До територијалне реорганизације у Словенији била је у саставу старе општине Велење.
Постала је позната после Првог светског рата по својој радиоактивној акватерми са температуром од 30°C за лечење болести плућа.
Тада су били позната само по топлотним изворима а данас је то модерно лечилиште.

## Становништво
На попису становништва из 2011. године, Тополшица је имала 1.294 становника.
| Број становника према пописима | Број становника према пописима | Број становника према пописима |
| ------------------------------ | ------------------------------ | ------------------------------ |
| 1991                           | 2002                           | 2011                           |
| 1.145                          | 1.191                          | 1.294                          |